# Saint-Benoît, Alpes-de-Haute-Provence

Saint-Benoît este o comună în departamentul Alpes-de-Haute-Provence din sud-estul Franței. În 1 ianuarie 2022 avea o populație de 166 de locuitori.